# San Francisco Chronicle
San Francisco Chronicle este un tabloid publicat în orașul San Francisco, din S.U.A.. În prezent, acest ziar are un tiraj zilnic de 370.345 exemplare.

## Vezi și
- Anthony Boucher  - critic de ficțiune de mister